# Загублені: Елементи, яких бракує
Загублені: Відсутні елементи (англ. Lost: Missing Pieces) — це тринадцять відеокліпів протяжністю від однієї до чотирьох хвилин, що вийшли в перерві між  третім і  четвертим сезонами телесеріалу «Загублені», чиїм спін-оффом і є ролики. Вони були доступні абонентам Verizon Wireless по понеділках з листопада 2007 року по січень 2008, і завантажувалися на сайт  ABC через тиждень для безкоштовного онлайн-перегляду. «Мобізоди», які також називали «вебізодамі», знімалися в Гонолулі, Гаваї, і продюсували тією ж командою і з тими акторами, що і телевізійні серії; таким чином, весь зміст вважається канонічним і є доповненням до серіалу. Всі 13 роликів були включені в якості бонусів на видання четвертого сезону на DVD.
Проєкт був анонсований в листопаді 2005 року під робочою назвою  Lost: Video Diaries ; однак виробництво кілька разів скасовували через контрактні заборони. Сценаристи-продюсери «Загублених» спочатку мали намір зробити мобізоди окремою історією, яка розповідає про двох невідомих на той час персонажах в вигаданому всесвіті серіалу. Цих персонажів повинні були зіграти актори, які не перебувають в  Гільдії кіноакторів США; однак інші гільдії відмовилися підтримати подібний проєкт. Після місяців безуспішних переговорів задумка, здавалося, була покладена ABC на полицю. У червні 2007 року було оголошено, що в мобізодах, які отримали нову назву —  Lost: Missing Pieces  — будуть задіяні основні актори серіалу і тринадцять коротких відеокліпів, які не будуть зв'язані один з одним. Було знято дванадцять сцен; один ролик був віддаленою сценою з телевізійної серії. Реакція критиків на «Відсутні елементи» була змішаною. Мобізоди були номіновані на Еммі в 2008 році.

## Мобізоди
ПК — виробничий код, що позначає порядок, в якому мобізоди були зняті, що відрізняється від того, в якому вони виходили і розташовані на DVD. Всі мобізоди були спеціально написані і зняті, за винятком «Конверта», який є віддаленою сценою із серії «Повість про два міста», яка знімалася 9-го і 11-го серпня 2006 року, за рік до інших мобізодів.
| Номер серії | Номер серії у сезоні | Назва серії                                   | Режисер(и)  | Сценарист(и)     | Головний персонаж       | Оригінальний показ | Оригінальний показ українською | Код серії      | Глядачі (у мільйонах) |
| --- | -------------------- | --------------------------------------------- | ----------- | ---------------- | ----------------------- | ------------------ | ------------------------------ | -------------- | --------------------- |
| 1 | 107                  | «The Watch»                                   | Джек Бендер | Карлтон К'юз     | Джек і Крістіан         | 11 листопада 2007  | Буде оголошено                 | Буде оголошено | Н/Д                   |
| Перед весіллям Джека з Сарою Крістіан вибачається перед сином за те, що не був йому хорошим батьком, і дарує годинник, який дістався йому від його батька.                                                               |                      |                                               |             |                  |                         |                    |                                |                |                       |
| 2 | 103                  | «The Adventures of Hurley and Frogurt»        | Джек Бендер | Едвард Кітсіс    | Г'юго Реєс              | 13 листопада 2007  | невідомо                       | Буде оголошено | Н/Д                   |
| Коли Герлі повертається в табір, щоб взяти вино на пікнік з Ліббі, він зустрічає Нілу - продавця заморожених йогуртів. Фрогурт пояснює Герлі, що теж має види на Ліббі і чекає, коли її відносини з Герлі закінчаться.   |                      |                                               |             |                  |                         |                    |                                |                |                       |
| 3 | 101                  | «King of the Castle»                          | Джек Бендер | Брайан К. Вон    | Джек і Бен              | 20 листопада 2007  | невідомо                       | Буде оголошено | Н/Д                   |
| Під час перебування Джека в таборі Інакших він грає з Беном в шахи. Бен каже йому, що Острів може не дозволити Джеку покинути його, і навіть якщо йому це вдасться, одного разу він пошкодує про це.                     |                      |                                               |             |                  |                         |                    |                                |                |                       |
| 4 | 110                  | «The Deal»                                    | Джек Бендер | Елізабет Сарнофф | Майкл і Джульєт         | 26 листопада 2007  | невідомо                       | Буде оголошено | Н/Д                   |
| Джульєт відвідує Майкла, коли він перебуває в полоні у Інакших і обговорює з ним необхідність від'їзду Волта з Острова.                                                                                                  |                      |                                               |             |                  |                         |                    |                                |                |                       |
| 5 | 106                  | «Operation: Sleeper»                          | Джек Бендер | Брайан К. Вон    | Джек і Джульєт          | 3 грудня 2007      | невідомо                       | Буде оголошено | Н/Д                   |
| Джульєт будить Джека вночі і розповідає, що як і раніше працює на Бена. |                      |                                               |             |                  |                         |                    |                                |                |                       |
| 6 | 104                  | «Room 23»                                     | Джек Бендер | Елізабет Сарнофф | Джульєт і Бен           | 11 грудня 2007     | невідомо                       | Буде оголошено | Н/Д                   |
| Волт в полоні у Інакших і замкнений в кімнаті 23. Джульєт показує Бену убитих хлопчиком птахів у забитого вікна кімнати.                                                                                                 |                      |                                               |             |                  |                         |                    |                                |                |                       |
| 7 | 112                  | «Arzt & Crafts»                               | Джек Бендер | Деймон Лінделоф  | Герлі, Джин, Сун, Майкл | 17 грудня 2007     | невідомо                       | Буде оголошено | Н/Д                   |
| Арцт намагається відмовити уцілілих йти в печери за Джеком, поки не чує димового монстра і сам вирішує перебратися туди.                                                                                                 |                      |                                               |             |                  |                         |                    |                                |                |                       |
| 8 | 105                  | «Buried Secrets»                              | Джек Бендер | Крістіна М. Кім  | Джин, Сун, Майкл        | 24 грудня 2007     | невідомо                       | Буде оголошено | Н/Д                   |
| Сун закопує фальшиве водійське посвідчення, коли з'являється Майкл. Вона розповідає йому, що збиралася кинути Джина, і вони практично цілуються.                                                                         |                      |                                               |             |                  |                         |                    |                                |                |                       |
| 9 | 111                  | «Tropical Depression»                         | Джек Бендер | Карлтон К'юз     | Майкл                   | 31 грудня 2007     | невідомо                       | Буде оголошено | Н/Д                   |
| Арцт зізнається Майклу, що збрехав про новий сезон дощів. Також він розповідає йому, що прилетів до Австралії, щоб побачити дівчину, з якою він познайомився в Інтернеті, але був відкинутий.                            |                      |                                               |             |                  |                         |                    |                                |                |                       |
| 10 | 102                  | «Jack, Meet Ethan. Ethan? Jack.»              | Джек Бендер | Деймон Лінделоф  | Джек і Ітан             | 7 січня 2008       | невідомо                       | Буде оголошено | Н/Д                   |
| Ітан приносить Джеку чемоданчик з ліками, вони говорять про Клер і про те, що їм швидше за все, доведеться приймати пологи.                                                                                              |                      |                                               |             |                  |                         |                    |                                |                |                       |
| 11 | 108                  | «Jin Has a Temper-Tantrum on the Golf Course» | Джек Бендер | Дрю Годард       | Джин, Герлі, Майкл      | 14 січня 2008      | невідомо                       | Буде оголошено | Н/Д                   |
| Джин, Майкл і Герлі грають в гольф. Джин б'є по м'ячу, але не заганяє його в лунку, і у нього починається істерика. |                      |                                               |             |                  |                         |                    |                                |                |                       |
| 12 | 109                  | «The Envelope»                                | Джек Бендер | Деймон Лінделоф  | Джульєт Берк            | 21 січня 2008      | невідомо                       | Буде оголошено | Н/Д                   |
| Джульєт обпекла руку, поки готувала кекси. До неї заходить жінка, і розмова заходить про Бена. Джульєт збирається показати їй конверт зі знімками Бена, на яких видно пухлину, але тут приходять члени клубу книголюбів. |                      |                                               |             |                  |                         |                    |                                |                |                       |
| 13 | 113                  | «So It Begins»                                | Джек Бендер | Дрю Годард       | Джек, Крістіан          | 28 січня 2008      | невідомо                       | Буде оголошено | Н/Д                   |
| Події відбуваються відразу після падіння літака. Крістіан просить Вінсента побігти і знайти Джека. Повторюється сцена відкриття серіалу, в якій Джек приходить до тями посеред джунглів, і повз пробігає Вінсент.        |                      |                                               |             |                  |                         |                    |                                |                |                       |